# Kỹ thuật y sinh

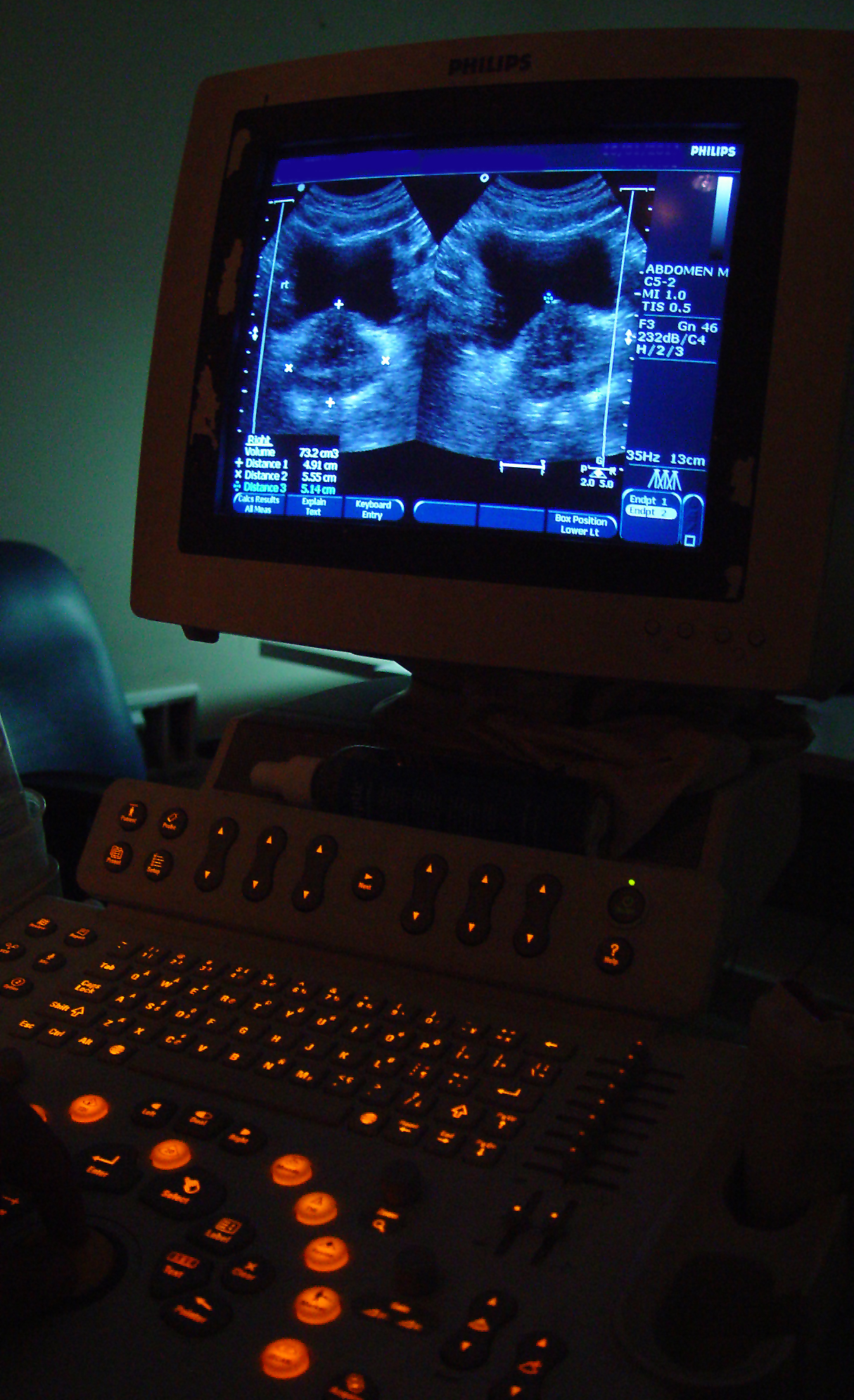
Ultrasound representation of Urinary bladder (black butterfly-like shape) a hyperplastic prostate. An example of engineering science và medical science working together.

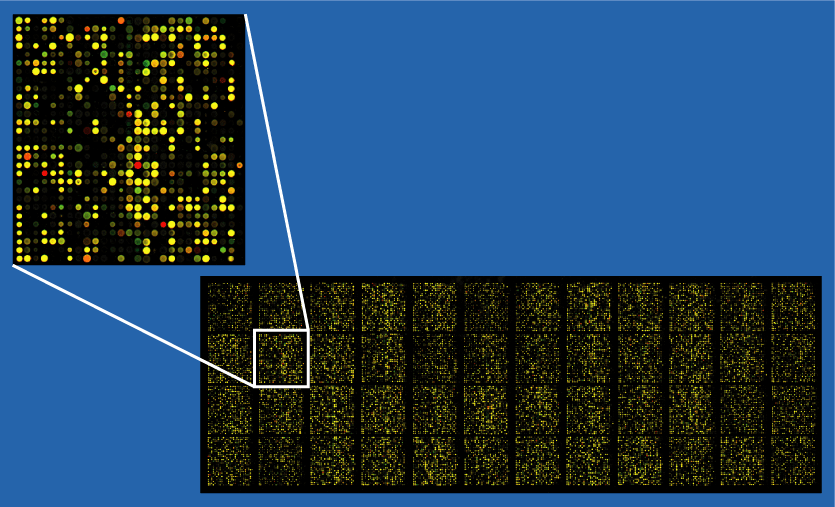
Example of an approximately 40,000 probe spotted oligo microarray with enlarged inset to show detail.

Kỹ thuật y sinh (tiếng Anh: Biomedical engineering hay BME, đôi khi còn được gọi là Medical engineering hay Bioengineering) là một bộ môn khoa học ứng dụng dựa trên các nguyên lý cơ bản trong kỹ thuật và các ý tưởng về thiết kế để đưa ra giải pháp trong y học, sinh học cũng như các mục đích chăm sóc sức khỏe khác (ví dụ như các chẩn đoán hoặc liệu pháp điều trị). Kỹ thuật y sinh đã lấp đầy khoảng trống còn thiếu giữa các kỹ thuật máy móc và y dược học, nó là sự kết hợp của các thiết kế giúp giải quyết các vấn đề còn vướng mắc về phương pháp và kỹ thuật mà trước đây y học và sinh học chưa thể chạm đến, sự kết hợp này đã nâng cao khả năng chăm sóc sức khỏe, bao gồm công tác chẩn đoán, theo dõi, và điều trị.
Kỹ thuật y sinh là một lĩnh vực tương đối mới mẻ, đa phần các thành tựu đạt được chỉ mới dừng ở mức độ nghiên cứu, bao phủ nhiều lĩnh vực khác nhau: tin sinh học, chẩn đoán hình ảnh, xử lý hình ảnh, xử lý tính hiệu sinh lý học, cơ sinh học, vật liệu sinh học với kỹ thuật sinh học, phân tích hệ thống, mô hình hóa 3 chiều, vân vân. Ví dụ cụ thể về ứng dụng của kỹ thuật y sinh là việc phát triển và sản xuất các bộ phận giả tương thích sinh học, thiết bị y học, thiết bị chẩn đoán và các thiết bị hình ảnh như MRI và EEG, cũng như các loại thuốc.
Các nghiên cứu đáng chú ý trong kỹ thuật y sinh có thể từ 2 góc độ, từ hướng ứng dụng y học và hướng kỹ thuật. Một nhà nghiên cứu trong lĩnh vực này phải có tầm nhìn bao quát và từ cả hai hướng. Tùy theo sự chuyên hóa của các chuyên khoa (ví dụ như tim mạch hay thần kinh), lĩnh vực kỹ thuật y sinh cũng cần xác định hướng đi rõ ràng và kết nối với một chuyên khoa nhất định, có thể kể đến:
- Liệu pháp tim mạch (Cardiovascular technology) - bao gồm các loại thuốc, chế phẩm sinh học, và các thiết bị liên quan tới công tác chẩn đoán và điều trị trên hệ tuần hoàn.
- Liệu pháp thần kinh (Neural technology) - bao gồm các loại thuốc, chế phẩm sinh học, và các thiết bị liên quan tới công tác chẩn đoán và điều trị trên não bộ và hệ thần kinh.
- Kỹ thuật chỉnh hình (Orthopaedic technology) - bao gồm các loại thuốc, chế phẩm sinh học, và các thiết bị liên quan tới công tác chẩn đoán và điều trị trên hệ thống xương.

## Giới thiệu
Ngày nay, khi mà khoa học kỹ thuật phát triển vượt bậc thì nó đã gắn liền với đời sống con người, hiện diện trong mọi lĩnh vực, với mục đích làm cho chất lượng cuộc sống của con người ngày một nâng cao. Và y học không phải là một ngoại lệ. Nếu một ngày bước chân vào một bệnh viện thì bạn sẽ thấy được sự phát triển không ngờ của khoa học. Với những thiết bị kỹ thuật mà bạn có thể đọc thấy trong những trang sách tiểu thuyết khoa học viễn tưởng. Tiêu biểu là các thiết bị chẩn đoán như CT, MRI, PET,SPECT..., hay thiết bị điều trị như "dao mổ" điện, châm cứu bằng laser (quang châm).... Chắc chắn là trong số đó có nhiều thiết bị bạn mới nghe tên lần đầu. Vì đây là những thành tựu đạt được trong thời gian gần đây dựa theo định hướng phát triển của y học hiện đại: ứng dụng khoa học kỹ thuật tiến tiến, nhằm giúp con người ngày càng hoàn thiện hơn các thiết bị chẩn đoán, cũng như chữa trị những căn bệnh mà con người mắc phải.
Trước nhu cầu tất yếu của xã hội, một ngành kỹ thuật mới, hiện đại đã ra đời. Đó là ngành kỹ thuật y sinh – Bio Medical Engineering

## Kỹ thuật y sinh
Nếu vào thế kỷ 20, vật lý là ngành khoa học trung tâm thì bước sang thế kỷ 21 mọi nghiên cứu sẽ theo hướng lấy sự sống làm trọng tâm. Nghĩa là ngành y sinh học là tiêu điểm cho tất cả các ngành khoa học khác. Từ đây sẽ hình thành nhiều giao ngành như lý sinh (BioPhysics), hoá sinh (BioChemistry),... với mục tiêu áp dụng những khái niệm, những định luật vật lý, hóa học để nghiên cứu sự sống, tìm ra bản chất hóa học của các quá trình sống. Từ đó giúp chúng ta có thể hiểu rõ ràng và can thiệp được vào những quá trình này.
Do đó mà xã hội cần ngành kỹ thuật y sinh bên cạnh các ngành khoa học thuần tuý khác, như y học, vật lý, sinh học, ...
Vậy kỹ thuật y sinh là một ngành khoa học lấy kỹ thuật làm phương tiện, sinh học là cơ chế, còn y học là mục đích. Nghĩa là dùng các thiết bị kỹ thuật làm phương tiện sinh ra các tác nhân tác dụng với tổ chức sống trong cơ thể. Từ đó hình thành các hiệu ứng sinh học mà ta có thể định tính cũng như định lượng. Qua sự nghiên cứu này giúp con người chúng ta ó thể đánh giá cũng như thay đổi các trạng thái, chức năng, cấu trúc trong cơ thể, nghĩa là chẩn đoán và điều trị bệnh.
Cho nên "kỹ thuật y sinh được xem là bệ phóng cho các ngành kỹ thuật khác xâm nhập sâu hơn vào các ứng dụng y sinh"

## Tin học y sinh - Y tế viễn thông
Tin học y sinh (medical informatics) và y tế viễn thông (internet healthcare) đào sâu về cách phát triển các phần mềm và công cụ máy tính để hỗ trợ con người xử lý các vấn đề y tế. Chuyên ngành này đòi hỏi kiến thức rộng ở lĩnh vực khoa học máy tính, khoa học dữ liệu, toán học, lập trình ứng dụng và giãi phẫu học (riêng đối với tin học y sinh). Ngày nay, tin học y sinh – y tế viễn thông là chuyên ngành có tốc độ phát triển nhanh nhất trong các chuyên ngành của kỹ thuật y sinh.

## Cơ sinh học
Cơ sinh học (biomechanics) là chuyên ngành nghiên cứu về cấu trúc, hoạt động và chức năng của các hệ thống sinh học, bao gồm hệ xương khớp, hệ tuần hoàn hay hệ thống vận chuyển trao đổi chất của tế bào. Đôi khi, chuyên ngành vật lý trị liệu được gộp chung vào chuyên ngành cơ sinh học dưới tên gọi "khoa học phục hồi chức năng" (rehabilitation).

## Vật liệu y sinh
Vật liệu y sinh (biomaterial) là chuyên ngành khoa học về tìm kiếm các dạng vật liệu mới có khả năng thích ứng với cơ chế sinh học – sinh lý của cơ thể người. Thông thường, vật liệu y sinh sẽ được tìm thấy ở các ca phẫu thuật thẩm mỹ (filter độn cằm V-Line, silicone độn ngực ở phụ nữ), nha khoa (răng sứ), phẫu thuật chỉnh hình (ốc vít cố định xương bị gãy),...

## Thiết bị y tế
Thiết bị y tế (medical devices – medical instrumentation) vốn là một chuyên ngành rất rộng trải dài từ thiết bị chẩn đoán hóa học (máy xét nghiệm máu, nước tiểu,...), chẩn đoán hình ảnh (máy chụp X-quang, siêu âm, CT, MRI,...), thiết bị đo lường (máy đo huyết áp, đường huyết, Sp02,...), máy điều hòa nhịp tim, chip cấy ghép cơ thể, máy điện não – điện tâm đồ,... Chuyên ngành này có tầm bao phủ từ kỹ thuật điện (hệ thống vi xử lý, thiết kế vi mạch,...), điện tử (kỹ thuật xử lý tín hiệu, hình ảnh, dữ liệu số, cảm biến), cơ khí (robotics, hệ thống tự động), công nghệ thông tin (lập trình, khoa học dữ liệu,...), hóa ứng dụng (hóa sinh, hóa học xét nghiệm), vật lý y khoa (lý sinh, sinh lý học, vật lý y sinh), sinh học (sinh học tế bào, giải phẫu học).
Thông thường, không một trường đại học trên thế giới nào có thể cung cấp đủ kiến thức để người học hiểu biết rõ về các thiết bị y tế vì độ trải rộng của nó. Trên thực tế, các cơ sở giáo dục sẽ mở từng chuyên ngành nhỏ hơn tương ứng với từng loại thiết bị y tế. Ví dụ: hình ảnh y sinh (medical imaging), tín hiệu y sinh (biomedical signal analysis and processing), khoa học xét nghiệm y sinh (biomedical diagnosis system), cảm biến y sinh (biosensors), kỹ thuật thần kinh (neural engineering), hệ thống vi mạch y sinh (biomedical microsystems),...

## Triển vọng nghề nghiệp
Xem thêm:Danh sách các trường đại học ở Việt Nam có đào tạo ngành Kỹ thuật y sinh
Sau khi nắm vững kiến thức của ngành học này, các kỹ sư sẽ có nhiều lựa chọn cho sự nghiệp như:
+ Giữ vị trí kỹ sư lâm sàng tại bệnh viện, trung tâm y tế: Quản lý, vận hành các trang thiết bị y tế, làm việc chung với các bác sĩ trong các nghiên cứu và tư vấn kỹ thuật.
+ Nắm vị trí kỹ sư trong các Công ty sản xuất kinh doanh Thiết bị Y tế. Trong lĩnh vực này hơn 90% là các công ty nước ngoài tham gia thị trường Việt Nam với nhu cầu tuyển dụng cao và mức lương hấp dẫn.
+ Nghiên cứu cải tiến, chế tạo mới các thiết bị y tế phù hợp với hoàn cảnh và nhu cầu của Việt Nam.
+ Đây là một trong những ngành tiến tiến đối với thế giới vì vậy số lượng học bổng sau đại học là lớn nhất trong các ngành kỹ thuật.

## Thành công bước đầu
Trong chẩn đoán, thành tựu nổi bật là các thiết bị chẩn đoán công nghệ cao không ngừng ra đời, đổi mới, hoàn thiện hơn. Nhờ đó mà chất lượng chẩn đoán bệnh ngày càng được nâng cao, các bệnh hiểm nghèo ngày càng được phát hiện sớm để kịp thời chữa trị. Có thể kể đây như là X-quang, CT - chụp cắt lớp điện toán, DSA - chụp X-quang kỹ thuật số mạch máu theo phương pháp loại trừ, MRI - chụp cộng hưởng từ, ứng dụng hạt nhân (PET, SPECT), ...
Một trong những thành tựu quan trọng trong điều trị là ứng dụng laser, với rất nhiều phương thức điều trị nội khoa, ngoại khoa đạt được hiệu quả cao hơn cách điều trị kinh điển. Ví dụ như châm cứu, trị liệu bằng laser, laser nội tĩnh mạch, điều trị thoát vị đĩa đệm bằng laser chọc qua da, điều trị các tật khúc xạ mắt bằng laser Excimer ("dao cắt lạnh"-phi nhiệt), dao mổ laser CO2, laser bán dẫn trong phẫu thuật ...
Ngày nay, khởi nghiệp (startup) trong lĩnh vực y sinh tại Việt Nam đang bùng nổ. Tuy nhiên, những sản phẩm được thương mại hóa gần đây đa số rơi vào hướng tin học y sinh (biomedical informatics – medical informatics – internet healthcare)